# Eugene O'Neill Theatre
Eugene O'Neill Theatre är en Broadwayteater på adressen 230 West 49th Street, Manhattan i New York.
Ritad av arkitekt Herbert J. Krapp på uppdrag av Shubert Organization som del av ett teater- och hotell-komplex uppkallat efter skådespelaren Edwin Forrest. Den öppnade 24 november 1925 med musikalen Mayflowers som dess första uppsättning.
Teatern bytte 1945 namn till Coronet Theatre, med renoveringar av arkitekterna Walker & Gillette, och döptes åter igen om 1959, då till Eugene O'Neill Theatre till ära av den amerikanske dramatikern Eugene O'Neill av den dåvarande ägaren Lester Osterman. Teatern köptes sedan av dramatikern Neil Simon, som i sin tur sålde den till Jujamcyn Theaters 1982.

## Uppsättningar i urval
- 1925: Mayflowers
- 1934: Tobaksvägen (engelsk titel: Tobacco Road)
- 1945: Drömflickan (engelsk titel: Dream Girl)
- 1947: Alla mina söner (engelsk titel: All My Sons)
- 1952: The Children's Hour
- 1953: The Little Hut (svensk filmtitel: Tre på en ö)
- 1955: The Bad Seed; A Memory of Two Mondays
- 1957: Toreadorvalsen (engelsk titel: Waltz of the Toreadors)
- 1962: A Thousand Clowns
- 1963: She Loves Me
- 1966: Omaka par (engelsk titel: The Odd Couple)
- 1968: Rosenkrants och Gyllenstjerna är döda (engelsk titel: Rosencrantz and Guildenstern Are Dead)
- 1969: The Last of the Red Hot Lovers
- 1971: Snacka om trubbel (engelsk titel: The Prisoner of Second Avenue)
- 1973: The Good Doctor
- 1974: God's Favorite
- 1975: Yentl
- 1976: California Suite
- 1979: Chapter Two
- 1980: I Ought to Be in Pictures
- 1981: Annie
- 1982: Det bästa lilla horhuset i Texas
- 1983: Moose Murders
- 1985: Big River
- 1988: M. Butterfly
- 1991: La Bête
- 1992: Five Guys Named Moe
- 1994: Grease
- 1999: En handelsresandes död
- 2000: Allt eller inget
- 2003: Nine
- 2004: Caroline, or Change
- 2005: Good Vibrations; Sweeney Todd
- 2006: Spring Awakening
- 2009: 33 Variations; Fela!
- 2011: 8; The Book of Mormon

1. ↑  hämtat från: engelskspråkiga Wikipedia.[källa från Wikidata]